# Stamboom Anna van Lotharingen (1522-1568)
Dit is de stamboom van Anna van Lotharingen (1522-1568).
| Stamboom Anna van Lotharingen (1522-1568)                           | Stamboom Anna van Lotharingen (1522-1568)                                | Stamboom Anna van Lotharingen (1522-1568)                                |
| ------------------------------------------------------------------- | ------------------------------------------------------------------------ | ------------------------------------------------------------------------ |
| Grootouders                                                         | ?                                                                        | ?                                                                        |
| Ouders                                                              | Anton II van Lotharingen Anton de Goede x Renata van Bourbon-Montpensier | Anton II van Lotharingen Anton de Goede x Renata van Bourbon-Montpensier |
| Anna van Lotharingen (1522-1568) x 1540 René van Chalon (1519-1544) |                                                                          |                                                                          |
| Kinderen                                                            | Maria van Chalon (1544?)                                                 | Maria van Chalon (1544?)                                                 |
| Kleinkinderen                                                       | -                                                                        | -                                                                        |